# Emak
Emak S.p.A. è un'azienda italiana specializzata nella produzione e distribuzione di macchine, componenti e accessori per il giardinaggio, l'agricoltura, l'attività forestale e l'industria.
I suoi marchi sono: Efco, Oleo-Mac, Bertolini e Nibbi. La gamma prodotti conta oltre 250 modelli tra motoseghe, decespugliatori, rasaerba, trattorini, tagliasiepi, motozappe, motocoltivatori, trinciasarmenti, falciatrici, transporter e altri prodotti analoghi. Dal 1998 è quotata alla Borsa di Milano e dal 2001 al segmento Star.

## Storia
Emak nasce nel 1992 dalla fusione di Oleo-Mac (società di motoseghe fondata nel 1972 da Ariello Bartoli) ed Efco (società di decespugliatori fondata nel 1978 da Giacomo Ferretti): due aziende specializzate nella produzione di macchine per il giardinaggio e per il settore forestale, già attive nella provincia di Reggio Emilia fin dagli anni settanta. 
L'unione delle risorse produttive e manageriali delle due aziende ha consentito alla nuova realtà industriale di diventare rapidamente competitiva nello scenario internazionale.
Già nel 2004 costituisce la società cinese Emak Jiangmen con stabilimento, quattro anni più tardi rileva un'altra società cinese, Tailong, produttrice di cilindri per motori a scoppio. Sempre lo stesso anno acquisisce Bertolini S.p.A., estendendo così la propria gamma di prodotti alle macchine per l'agricoltura ed il giardinaggio distribuiti con i marchi Bertolini e Nibbi. Nel 2011 ingloba Epicenter, società ucraina produttrice di pompe. E in seguito rileva Comet, Tecomec, Sabart, Raico (sarà poi interamente ceduta a Kramp Groep nel marzo 2018).
Nel 2012 apre una filiale commerciale in Brasile e acquisisce negli Stati Uniti Valley Industries. Nel 2015 è la volta della brasiliana Lamasa, nel maggio 2017 acquisisce l'83% della società mantovana Lavorwash.

## Sedi
Emak possiede quattro unità produttive (due in Italia e due in Cina) e sette filiali in Francia, Gran Bretagna, Spagna, Polonia, Ucraina, Cina e Brasile. Questi mercati rappresentano oltre la metà del fatturato totale del gruppo, che nel 2017 ha superato i 422 milioni di euro, e sono direttamente serviti oltre 5000 rivenditori. Nel 2018, il fatturato è stato ulteriormente consolidato e ha superato i 453 milioni di euro.

## I marchi e i prodotti
Oleo-Mac ed Efco sono i marchi associati alle macchine destinate al giardinaggio e al forestale. Per il settore della media agricoltura, i marchi di riferimento sono Bertolini e Nibbi, distribuiti anche presso i concessionari di macchinari agricoli e trattori.
La gamma produttiva comprende linee sia per il consumatore privato (manutenzione del giardino, taglio della legna, lavori di bricolage in generale), che per usi professionali (interventi su grandi aree, sia in contesto urbano che rurale, macchine per sfalcio, potatura, taglio di legna da ardere, interventi forestali e di pulitura di aree incolte o sottobosco).

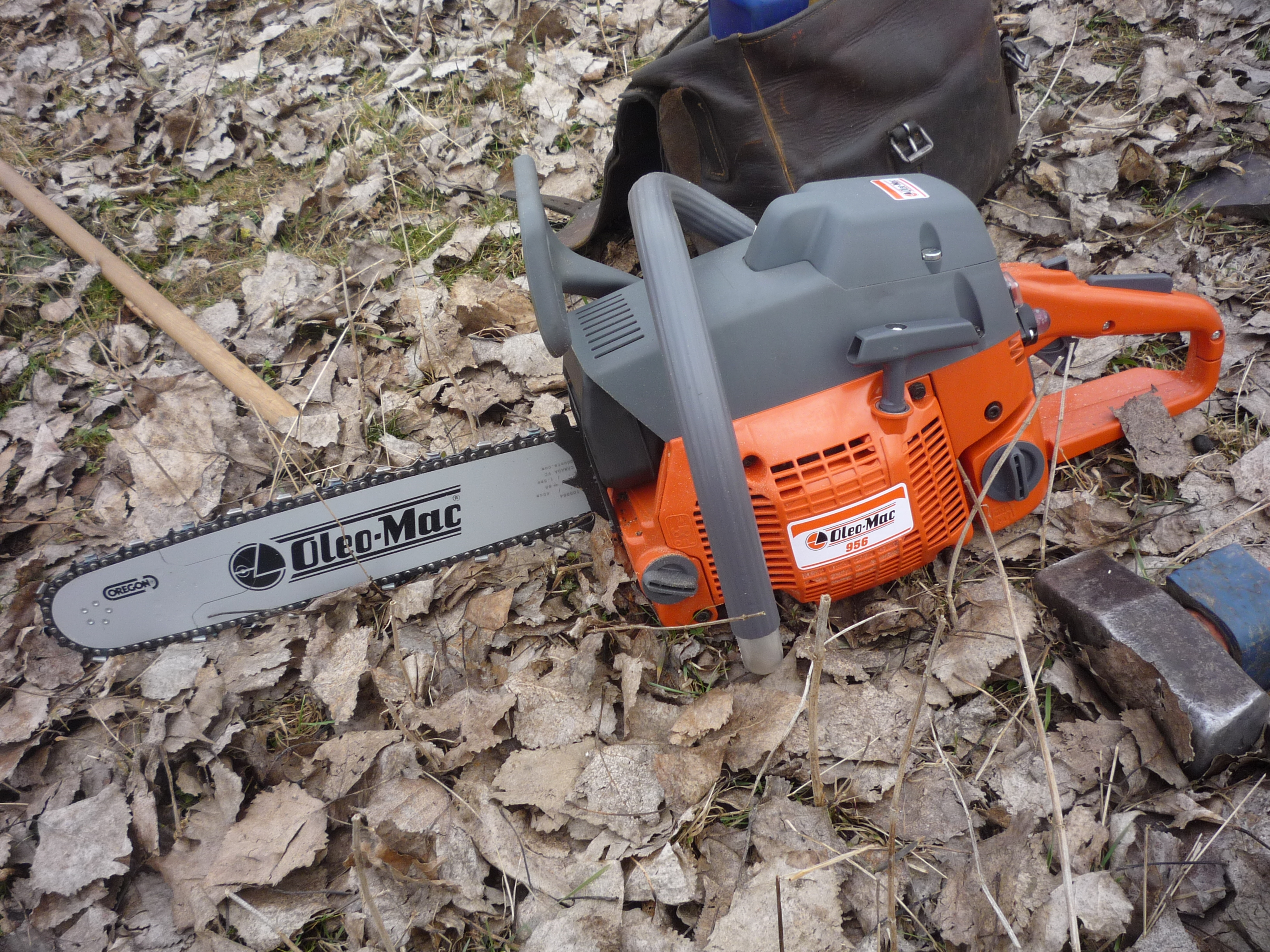
Oleo-Mac 956

Marchi del Gruppo:
- Oleo-Mac
- Efco
- Bertolini
- Nibbi
- Tecomec
- Comet
- Sabart
- Master Fluid
- Geoline Electronic
- Lavor
- PTC S.r.l (90 %)
- SI. Agro Mexico (85 %)
- Speed France SAS
- Geoline (51 %)
- Lemasa
- Spraycom (51 %)
- Agres (30%)

## Azionariato
Emak è controllata con il 65,1% da Yama, una holding-cassaforte presieduta e partecipata da Ariello Bartoli e i suoi eredi e da altre sette famiglie: Becchi, Salsapariglia, Zambelli, Spaggiari, Ferri, Vecchi e Ferretti. Fra controllate e collegate la holding contava 1.976 occupati di cui 1.050 in Italia.